# Municipio de Grafton (Nebraska)
El municipio de Grafton (en inglés: Grafton Township) es un municipio ubicado en el condado de Fillmore en el estado estadounidense de Nebraska. En el año 2010 tenía una población de 245 habitantes y una densidad poblacional de 2,61 personas por km².

## Geografía
El municipio de Grafton se encuentra ubicado en las coordenadas 40°39′39″N 97°46′23″O / 40.66083, -97.77306. Según la Oficina del Censo de los Estados Unidos, el municipio tiene una superficie total de 93.89 km², de la cual 93,45 km² corresponden a tierra firme y (0,47 %) 0,44 km² es agua.

## Demografía
Según el censo de 2010, había 245 personas residiendo en el municipio de Grafton. La densidad de población era de 2,61 hab./km². De los 245 habitantes, el municipio de Grafton estaba compuesto por el 99,18 % blancos, el 0,41 % eran afroamericanos y el 0,41 % eran de una mezcla de razas. Del total de la población el 2,04 % eran hispanos o latinos de cualquier raza.